# Judovska četrt, Třebíč
Judovska četrt v moravskem mestu  Třebíč  v Češki republiki je ena od najbolje ohranjenih judovskih četrti v Evropi. Leta 2003 je bila zato skupaj z judovskim pokopališčem in baziliko sv. Prokopa  uvrščena na Unescov seznam svetovne dediščine. Četrt je edini judovski spomenik izven Izraela, ki je na Unescovem seznamu.
Judovska četrt stoji na severnem bregu reke Jihlave. V njej je 123 hiš in dve sinagogi. Pokopališče je izven mesta. 
Leta 1890 je v četrti živelo skoraj 1500 Judov. V 1930. letih je bilo v njej samo še 300 prebivalcev judovske veroizpovedi. Med drugo svetovno vojno so bili vsi Judje umorjeni v nemških koncentracijskih taboriščih. Po vojni se je v mesto vrnilo  samo deset  Judov, zato judovska mestna hiša, sinagogi, bolnišnica, ubožnica in šola ne služijo več svojemu prvotnemu namenu. Sedanji lastniki hiš niso več Judje.
- Galerija
- Vhod v judovsko četrt
- Nova sinagoga
- Notranjost nove sinagoge
- Stara sinagoga na Tichém náměstí
- Judovska mestna hiša na ulici  Leopolda Pokorného
- Judovsko pokopališče v Třebíču